# Starship Titanic (videójáték)
A Starship Titanic egy grafikus kalandjáték, melyet Douglas Adams tervezett és a The Digital Village fejlesztett 1998-ban. Az űrhajó ötlete Adams Az élet, a világmindenség, meg minden című sci-fi regényében jelent meg először. Terry Jones Douglas Adams Titanic csillaghajója című regénye a játék eseményein alapul.

## Cselekmény
A Titanic űrhajó egy Spontán Létezési Hiba miatt a Földre zuhan. A játékos a fedélzetre megy, hogy rendbe hozza a hajót, és különböző rejtvényeket kell megoldania, hogy összegyűjthesse a fedélzeti számítógép, Titania darabjait.

## A játék menete
A játék egyik legjelentősebb eleme a Spookitalknak nevezett beszélgető motor, mellyel a hajó robotszemélyzetével lehet beszélgetni. A játékos begépeli, amit mondani szeretne, a robotok válasza megjelenik és el is mondják azt. A Spookytalk motort Douglas Adams fejlesztette és a The Digital Village programozói valósították meg. Több mint 10 000 kifejezést tartalmaz, melyeket profi színészekkel vettek föl, köztük Terry Jonesszal és John Cleese-zel. Adams a Succ-U-Bus nevű szerkezetnek adta hangját, és a játék egyik zárójelenetében a hajó készítőjének, Leovinusnak a szerepét játszotta. Ha a játék bevezetőjében bekapcsoljuk a TV-t, Adams jelenik meg és mondja el, hogyan kell játszani a játékkal.